# Блайхродт, Генрих
Генрих Блайхродт (нем. Heinrich Bleichrodt, прозвище Ajax) — немецкий офицер-подводник времён Второй мировой войны, кавалер Рыцарского креста с дубовыми листьями, корветтенкапитан, один из самых результативных командиров-подводников во Второй мировой войне.

## Боевые результаты
- Потоплено 27 судна суммарным водоизмещением 158 923 брт и повреждено 3 судна (11 594 брт).

## Награды
- Железный крест 2-го класса (25 июля 1940)
- Железный крест 1-го класса (25 сентября 1940)
- Нагрудный знак подводника (24 сентября 1940)
- Нагрудный знак подводника с бриллиантами (октябрь 1942)
- Рыцарский крест Железного креста (24 октября 1940)[1]
  - Дубовые листья (№ 125) (23 сентября 1942)
- Крест Военных заслуг (Германия) 2-го класса с мечами (1 января 1945)
- 3 раза упоминался в «Вермахтберихт» (21 сентября 1940, 18 октября 1940, 21 октября 1940)